# Robbins & Appleton Building
El Robbins & Appleton Building es un edificio histórico en 1–5 Bond Street entre las calles Broadway y Lafayette en el barrio NoHo de Manhattan en la ciudad de Nueva York (Estados Unidos). Construido en 1879-1880, fue diseñado por el arquitecto Stephen Decatur Hatch en el estilo del Segundo Imperio . El edificio presenta una fachada ornamentada de hierro fundido y un techo abuhardillado; se utilizó originalmente para la fabricación de cajas de relojes y por la editorial D. Appleton & Company. Fue convertido en 1986 a uso residencial. El edificio de al lado, en 7-9 Bond Street, es una imitación de inferior calidad.
El edificio fue designado un hito de la ciudad de Nueva York en 1979, y se agregó al Registro Nacional de Lugares Históricos en 1982.